# Osttimoresisch-philippinische Beziehungen
Die Staaten Osttimor und Philippinen unterhalten freundschaftliche Beziehungen. Die beiden Staaten sind die einzigen Länder Asiens mit einer katholischen Bevölkerungsmehrheit. Außerdem wurden beide von Ländern der Iberischen Halbinsel kolonisiert. Religion und Geschichte führten dazu, dass man sich als kulturell nahestehend fühlt.

## Geschichte

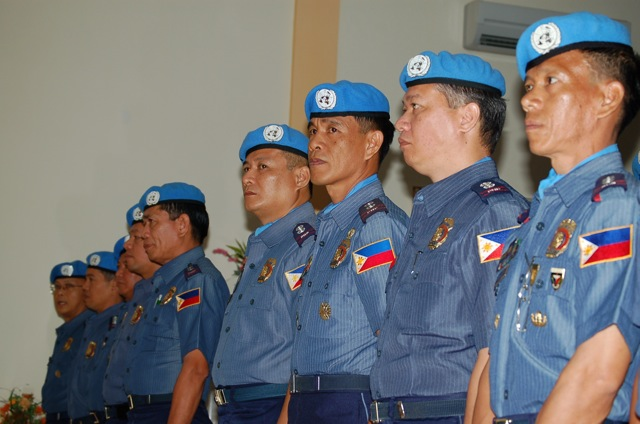
UNMIT-Polizisten von den Philippinen für Osttimor (2007)

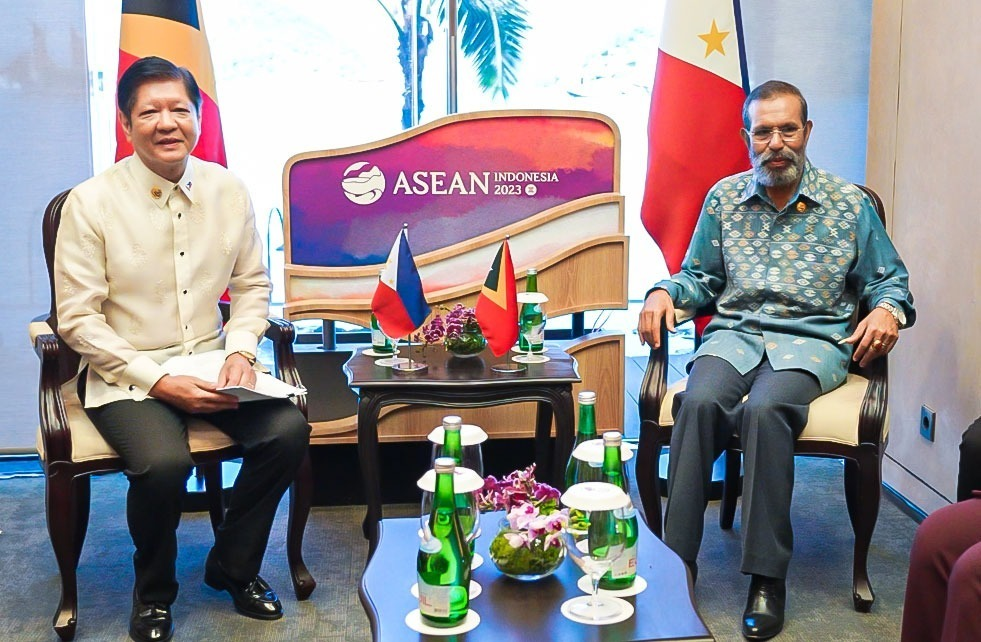
Der philippinische Präsident Ferdinand Marcos Jr. und Osttimors Premierminister Taur Matan Ruak (2023)

Während der Besetzung Osttimors durch Indonesien entstand auf den Philippinen die Nichtregierungsorganisation Philippines Solidarity for East Timor and Indonesia (Phil-SETI) zur Unterstützung der Unabhängigkeitsforderungen. Bei den UN-Missionen stellten die Philippinen zwischen 1999 und 2012 einen großen Anteil des Kontingentes an Soldaten und Polizisten.
Am 20. Mai 2002, an dem Osttimor in die Unabhängigkeit entlassen wurde, unterzeichneten Vertreter beider Staaten die Vereinbarung zur Aufnahme diplomatischer Beziehungen. Bereits im August besuchte Osttimors Premierminister Marí Alkatiri die Philippinen. 2008 wurden drei Vereinbarungen unterzeichnet zur Kooperation bei Fischerei, Bildung und Training von osttimoresischen Diplomaten. Die Philippinen sind die stärksten Unterstützer Osttimors bei dem Wunsch, den ASEAN beizutreten.
Bei den Südostasienspielen 2019 auf den Philippinen blieb Osttimor lange Zeit als einziger Teilnehmer ohne Medaillen. Der Sportgeist der Osttimoresen begeisterte das philippinische Publikum aber so sehr, dass sie die osttimoresischen Athleten sowohl im Stadion, als auch in den sozialen Netzwerken unterstützten. Schließlich gewann Osttimor noch eine Silber- und fünf Bronzemedaillen.
Eine enge Zusammenarbeit betreiben auch die Verteidigungskräfte Osttimors (F-FDTL) und die Streitkräfte der Philippinen (AFP).
Im Februar 2017 lebten 1.398 Philippiner in Osttimor. Sie arbeiteten als Unternehmer, Krankenschwestern, Lehrer, Ingenieure, Bauarbeiter und Geistliche.

## Diplomatie

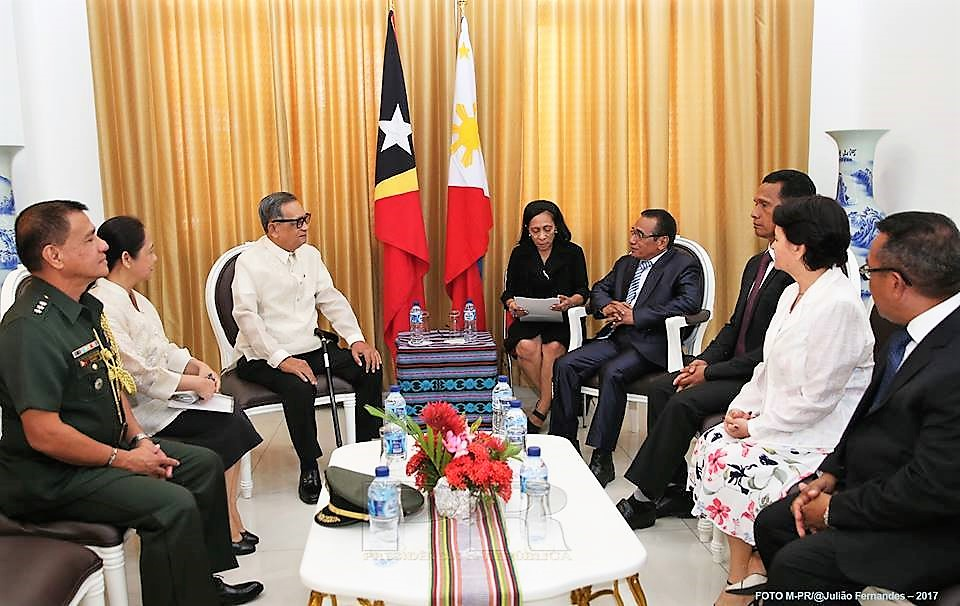
Der philippinische Botschafter Abdulmaid Kiram Muin und Osttimors Präsident Francisco Guterres (2017)

Osttimor unterhält in Manila seit 2007 eine Botschaft.
Am 8. Mai 2003 wurde Rafael E. Seguis zum ersten philippinischen Botschafter für Osttimor ernannt. Am 4. August 2003 erhielt er seine Akkreditierung von Präsident Xanana Gusmão. Seinen Sitz hatte er noch im indonesischen Jakarta. Am 17. Mai 2004 erhielt Farita Aguilucho-Ong als erste philippinische Botschafterin mit Sitz in Dili ihre Akkreditierung.

## Wirtschaft
2018 registrierte das Statistische Amt Osttimors Importe von den Philippinen im Wert von 840.000 US-Dollar, womit sie unter den Herkunftsländern auf Platz 23 stehen. Exporte in die Philippinen werden nicht aufgeführt.

## Sonstiges
Der verstorbene osttimoresische Politiker Fernando de Araújo war mit einer Philippinerin verheiratet. Seit April 2009 war er Ehrenbürger von Dagupan, der Geburtsstadt seiner Frau.